# Versam

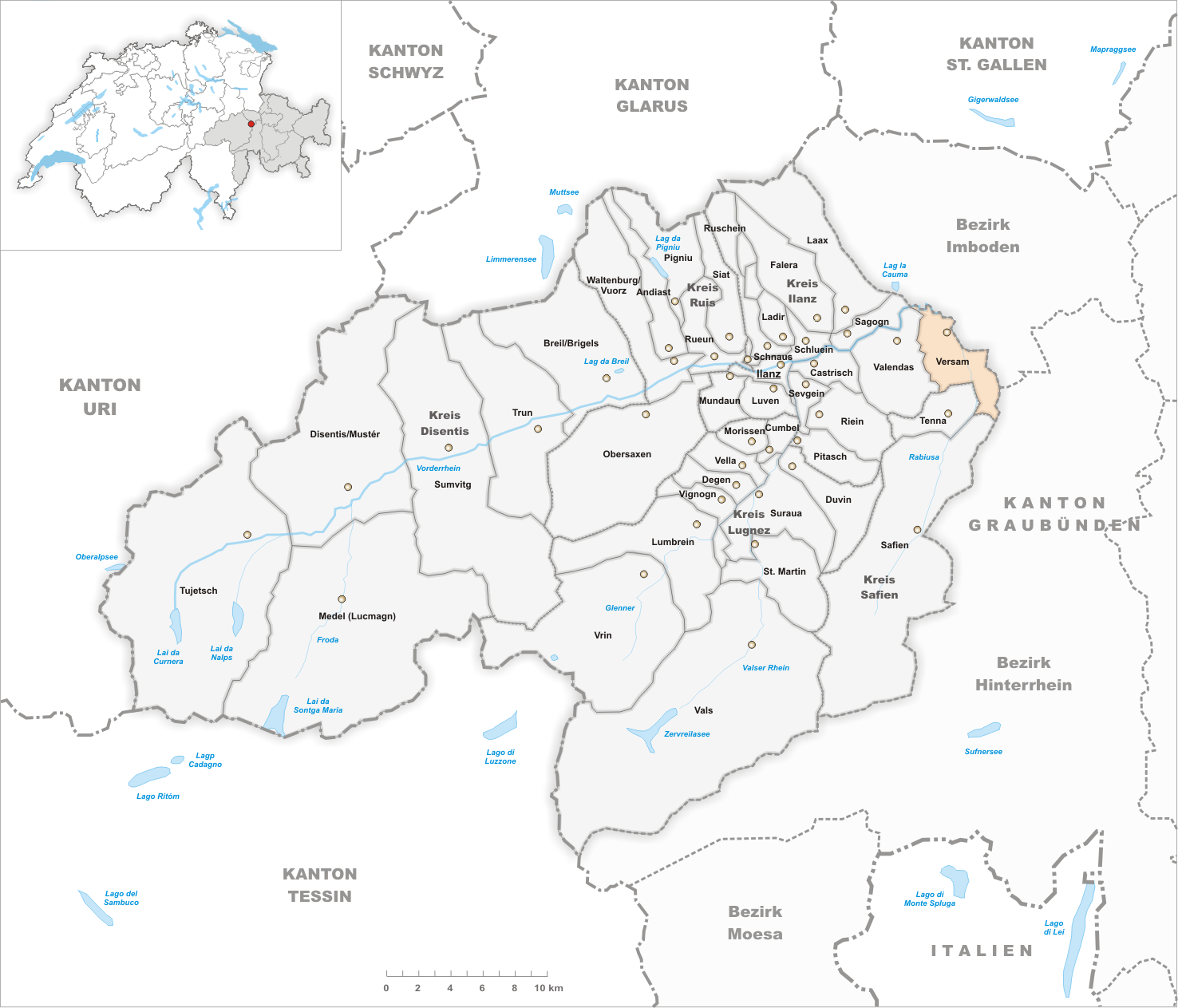
Gemeindestand vor der Fusion am 1. Januar 2013

Luftbild der Ruinaulta von Werner Friedli von 1964

Versam (im einheimischen Walserdialekt Frsam [frˈsam]; rätoromanisch Versomi [vəʁˈsɔmi]ⓘ) ist eine Ortschaft in der Gemeinde Safiental, Region Surselva, im Schweizer Kanton Graubünden.
Bis zum 31. Dezember 2012 war Versam eine eigenständige politische Gemeinde im damaligen Kreis Ilanz, Bezirk Surselva. Am 1. Januar 2013 fusionierte sie mit den Gemeinden Valendas, Safien und Tenna zur neuen Gemeinde Safiental und wechselte dabei in den damaligen Kreis Safien.

## Geographie
Der Ort liegt am Eingang zum Safiental auf einer Terrasse rechts über dem Vorderrhein und links über der Rabiusa. Im Norden des ehemaligen Gemeindegebiets liegt die Rheinschlucht, die Ruinaulta. Der Ort besteht aus dem Dorf Versam und den Streusiedlungen Arezen (986–1158 m) und Sculms (996–1139 m). Der Weiler Arezen liegt einen Kilometer südlich des Dorfs und Sculms 3,2 Kilometer südöstlich.
Vom gesamten ehemaligen Gemeindegebiet von 1677 ha sind 1184 ha (= 70 %) bewaldet und 178 ha (= 10 %) Gebirge. Vom nutzbaren Boden von 282 ha werden 69 ha als Maiensässen bewirtschaftet. Ausserdem gibt es noch 33 ha Siedlungsfläche.

## Geschichte
Der Ort wurde 1050 als a valle Versamia erstmals erwähnt. Hochmittelalterlicher Königsforst, in dem wenige von Romanen bewohnte Höfe lagen. Ab der zweiten Hälfte des 14. Jahrhunderts liessen sich deutschsprachige Walser in Randlagen nieder. Im 15. Jahrhundert wurde der Ort völlig germanisiert. Zentrum der Grundherrschaft war die Burg Valendas. Ab dem frühen 17. Jahrhundert löste sich Versam allmählich von Valendas. Die Einführung der Reformation datiert 1523, der Bau der Kirche 1634. Die Anerkennung als selbstständige Gemeinde erlangte Versam erst um 1800. Es bildete bis 1851 eine Nachbarschaft der Gerichtsgemeinde Gruob.
1901 erfolgte die Konstituierung der erweiterten politischen Gemeinde Versam mit Arezen und Sculms. Sculms gehörte bis 1853 zu Bonaduz. Viehwirtschaft und Ackerbau waren die wichtigsten Erwerbsquellen. Die Fahrstrasse Bonaduz–Versam–Ilanz wurde 1880/1881, diejenige ins Safiental 1882 bis 1885 angelegt. Seit 1903 besteht die Station Versam-Safien der Rhätischen Bahn.

## Wappen
| Wappen von Versam | Blasonierung: «In Silber (Weiss) eine grüne Tanne, begleitet von drei schwarzen Kugeln» |
| Wappen von Versam | Die Tanne findet sich schon auf einem Gemeindesiegel aus der Mitte des 19. Jahrhunderts. Die schwarzen Kugeln stammen aus dem Wappen der Herren von Valendas, die über Besitz im ehemaligen Gemeindegebiet verfügten. |

## Bevölkerung
| Bevölkerungsentwicklung | Bevölkerungsentwicklung | Bevölkerungsentwicklung | Bevölkerungsentwicklung | Bevölkerungsentwicklung | Bevölkerungsentwicklung | Bevölkerungsentwicklung | Bevölkerungsentwicklung |
| ----------------------- | ----------------------- | ----------------------- | ----------------------- | ----------------------- | ----------------------- | ----------------------- | ----------------------- |
| Jahr                    | 1803                    | 1850                    | 1900                    | 1950                    | 2000                    | 2004                    | 2012                    |
| Einwohner               | 357                     | 396                     | 316                     | 354                     | 255                     | 271                     | 237                     |

Von den Ende 2004 271 Bewohnern waren 264 (= 97 %) Schweizer Staatsangehörige. Die Bevölkerung gehört zur deutschsprachigen Volksgruppe der Walser und ist reformiert.

## Gemeinderat
Der Gemeinderat bestand aus fünf Personen.

## Verkehr

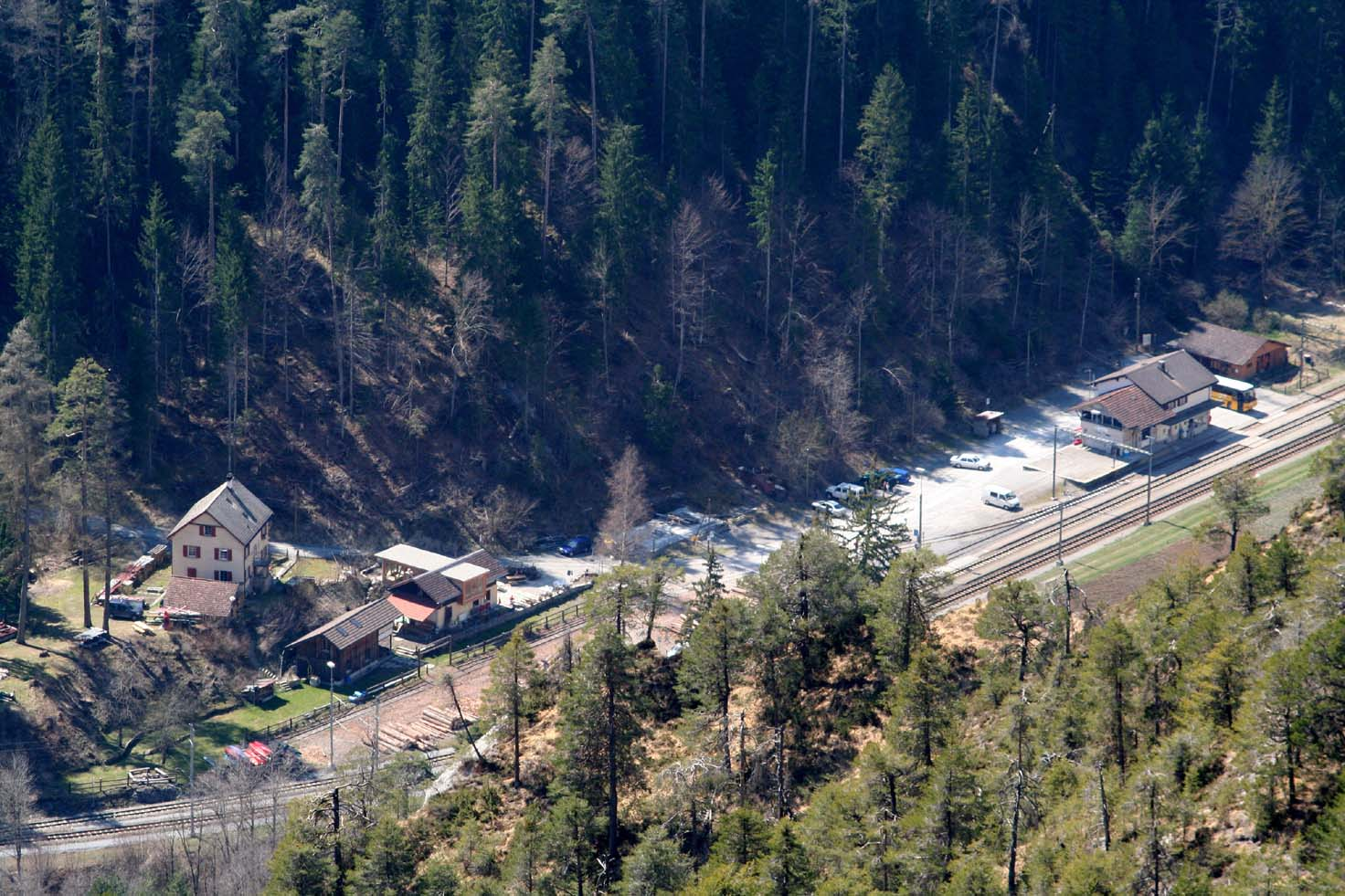
Station Versam-Safien in der Ruinaulta

Versam ist durch die Postautolinien Versam-Safien Station – Thalkirch und Ilanz – Versam Post an den Öffentlichen Verkehr angeschlossen. Weiter besteht ein gemeinsamer Bahnhof mit der ehemaligen Gemeinde Safien der Rhätischen Bahn im Tal. Von dort aus sind Chur, Ilanz und Disentis/Mustér erreichbar.
Die Versamerstrasse verbindet Versam mit Bonaduz. Sie durchquert über die Versamer Tobelbrücke das Versamer Tobel und danach die Ruinaulta.

## Bildung
Im Ort gibt es einen Kindergarten und eine Primarschule bis zur 6. Klasse. Danach gehen die Kinder in Valendas zur Schule.

## Sehenswürdigkeiten
Im Juni 2019 wurde im Restaurant Rössli die Safienbrauerei in Betrieb genommen.
- Denkmalgeschützt ist die reformierte Dorfkirche.
- Das Haus Gugalun, 1994, Architekt: Peter Zumthor[3]

## Bilder

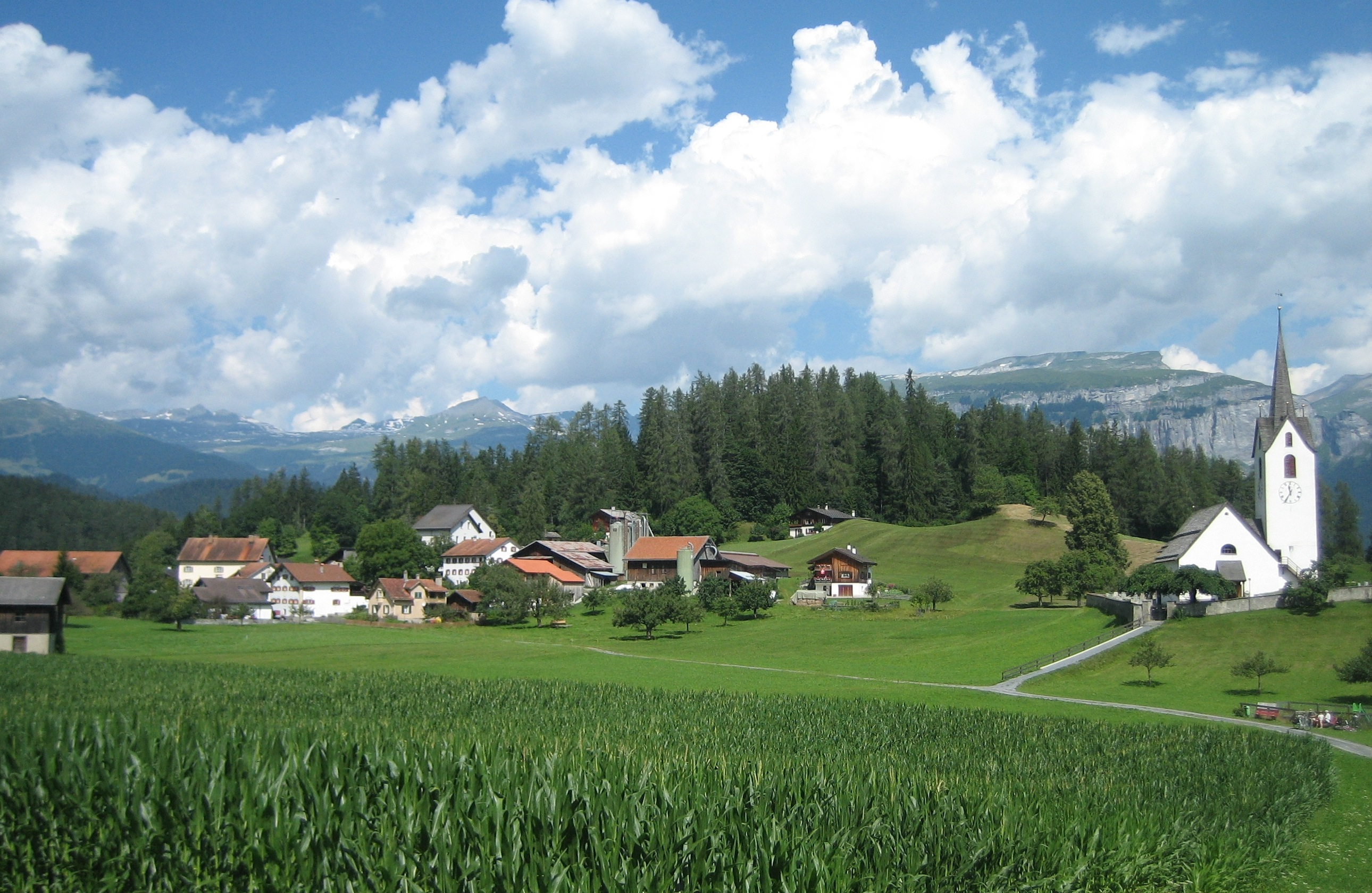
Oberer Dorfteil mit Kirche
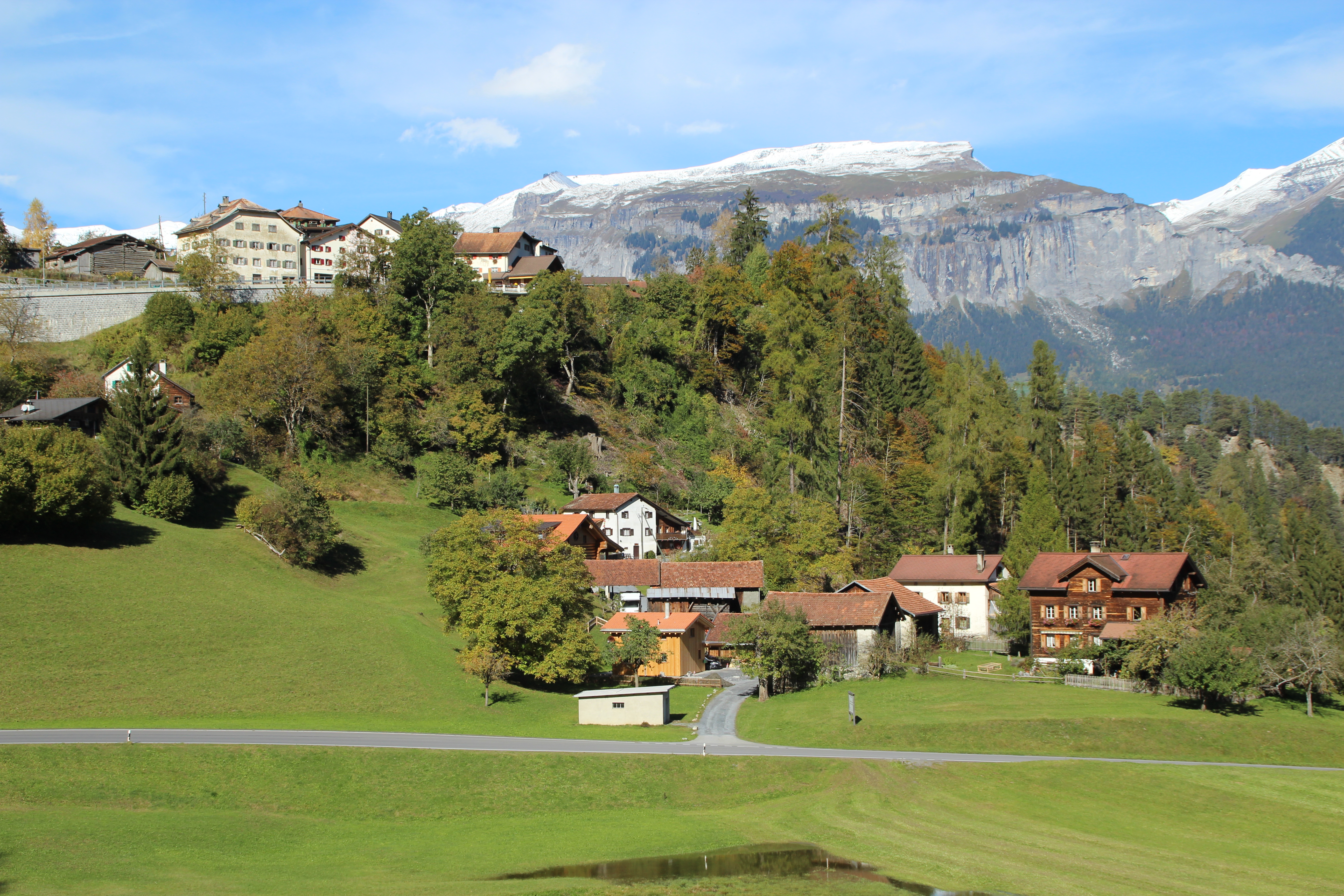
Unterdorf
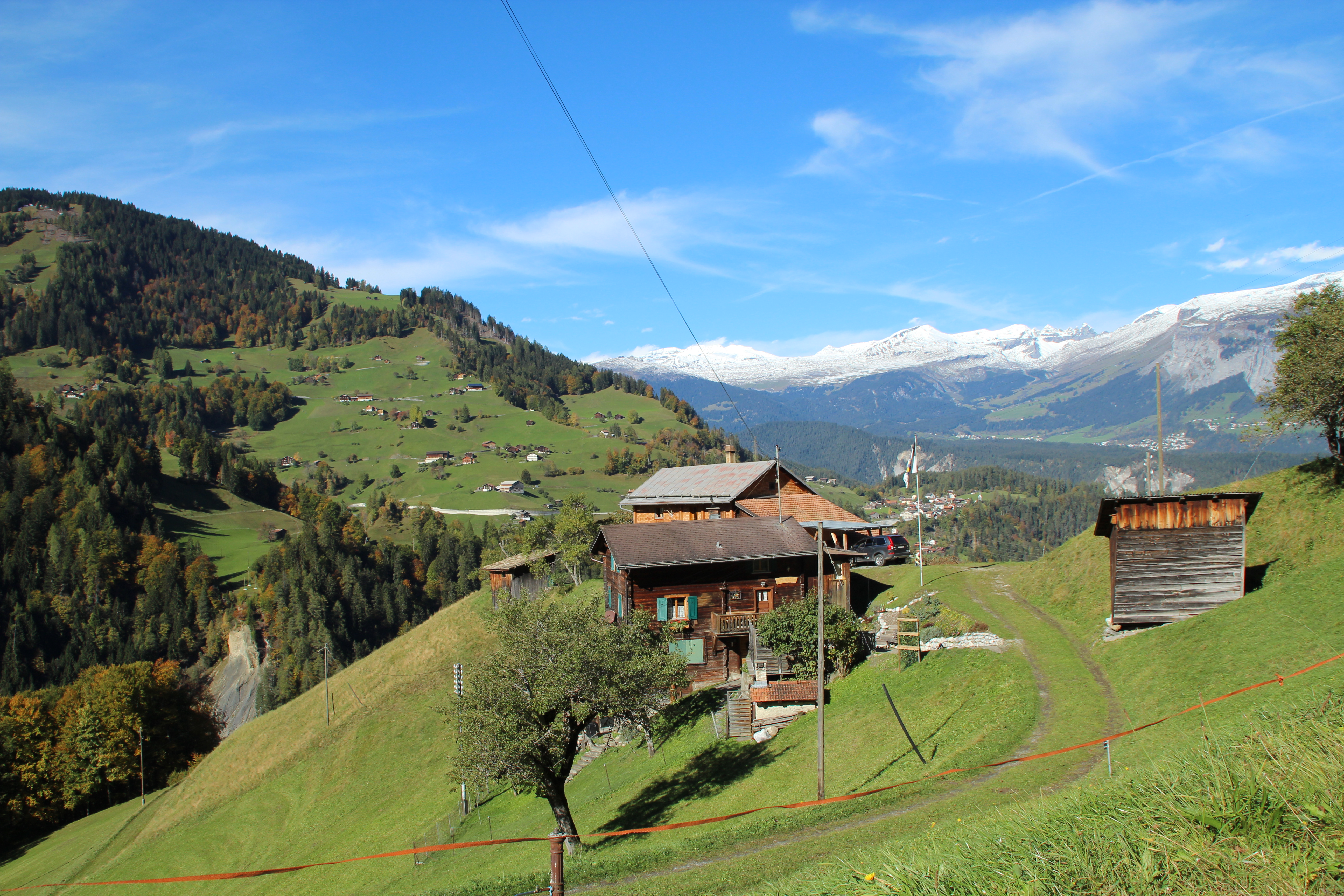
Sculms auf der anderen Talseite